# William Bertram
William Bertram, pseudonimo di Benjamin Switzer (Walkerton, 19 gennaio 1880 – Los Angeles, 1º maggio 1933), è stato un attore, regista e sceneggiatore canadese che lavorò negli Stati Uniti al tempo del cinema muto.

## Biografia
Esordì come attore nel 1912 in Love, War and a Bonnet, un film della Independent Moving Pictures, in un ruolo di religioso. Girò molti western e, verso la fine degli anni dieci, diresse una lunga serie di pellicole che avevano come protagonista Baby Marie Osborne, una famosa attrice bambina.
Nella sua carriera, si contano un'ottantina di titoli come attore, 65 film da regista e anche due collaborazioni come sceneggiatore.
Sposato a Jean, morì a Los Angeles il 1º maggio 1933 all'età di 53 anni.

## Filmografia

### Attore
- Love, War and a Bonnet, regia di Harry A. Pollard (1912)
- The Parson and the Medicine Man, regia di Edward J. Le Saint (1912)
- Hearts in Conflict, regia di Edward LeSaint (1912)
- A Shot in the Dark, regia di Ben F. Wilson (1912)
- The Massacre of Santa Fe Trail, regia di Frank Montgomery (1912)
- The Tattoo - cortometraggio (1912)
- Star Eyes' Stratagem, regia di Frank Montgomery (1912)
- Trapper Bill, King of Scouts (1912)
- A Red Man's Love, regia di Frank E. Montgomery (1912)
- An Indian Ishmael (1912)
- The Half-Breed Scout, regia di Frank Montgomery (1912)
- The Massacre of the Fourth Cavalry, regia di Frank Montgomery (1912)
- Big Rock's Last Stand, regia di Frank E. Montgomery (1912)
- Apache Love, regia di Frank Montgomery (1913)
- Mona, regia di Frank Montgomery (1913)
- At Midnight, regia di Lorimer Johnston (1913)
- The Shriner's Daughter, regia di Thomas Ricketts - cortometraggio (1913)
- In the Firelight, regia di Thomas Ricketts (1913)
- Unto the Weak, regia di Thomas Ricketts (1914)
- Calamity Anne in Society, regia di Thomas Ricketts - cortometraggio (1914)
- The Hermit, regia di Thomas Ricketts - cortometraggio (1914)
- The Lost Treasure, regia di Thomas Ricketts - cortometraggio (1914)
- The Money Lender (1914)
- The Dream Child, regia di Thomas Ricketts - cortometraggio (1914)
- The Carbon Copy, regia di Thomas Ricketts - cortometraggio (1914)
- The Pursuer Pursued, regia di Thomas Ricketts (1914)
- A Decree of Justice, regia di Thomas Ricketts (1914)
- The Town of Nazareth (1914)
- A Happy Coercion - cortometraggio (1914)
- The Second Clue, regia di Tom Ricketts (1914)
- The Smouldering Spark, regia di William Desmond Taylor - cortometraggio (1914)
- The Getaway, regia di John B. O'Brien (1914)
- In the Moonlight, regia di Thomas Ricketts - cortometraggio (1914)
- A Soul Astray, regia di William Desmond Taylor - cortometraggio (1914)
- In the Footprints of Mozart, regia di Thomas Ricketts - cortometraggio (1914)
- Sheltering an Ingrate, regia di Tom Ricketts (1914)
- Jim, regia di Thomas Ricketts (1914)
- Blue Knot, King of Polo, regia di Tom Ricketts (1914)
- The Little House in the Valley, regia di Tom Ricketts (1914)
- The Broken Barrier, regia di Tom Ricketts (1914)
- Damaged Goods, regia di Tom Ricketts (1914)
- The Girl and the Stowaway, regia di Kenean Buel (1914)
- Daylight, regia di Thomas Ricketts - cortometraggio (1914)
- The Final Impulse, regia di Thomas Ricketts - cortometraggio (1914)
- The Ruin of Manley, regia di Thomas Ricketts - cortometraggio (1914)
- When the Road Parts, regia di William Desmond Taylor (1914)
- A Slice of Life, regia di Tom Ricketts e William Desmond Taylor - cortometraggio (1914)
- The Stolen Masterpiece, regia di Thomas Ricketts - cortometraggio (1914)
- In Tune, regia di Henry Otto (1914)
- The Silent Way, regia di Henry Otto (1914)
- When a Woman Waits, regia di Henry Otto (1914)
- Restitution, regia di Henry Otto (1915)
- Justified, regia di Henry Otto - cortometraggio (1915)
- The Decision, regia di Henry Otto (1915)
- The Derelict, regia di Henry Otto (1915)
- The Truth of Fiction, regia di Henry Otto (1915)
- Ancestry, regia di Henry Otto (1915)
- His Brother's Debt, regia di Henry Otto (1915)
- The Wishing Stone, regia di Henry Otto (1915)
- Wife Wanted, regia di Henry Otto (1915)
- One Summer's Sequel, regia di Henry Otto (1915)
- The Zaca Lake Mystery, regia di Henry Otto (1915)
- The Long Chance, regia di Edward LeSaint (1915)
- The Western Musketeer, regia di William Bertram (1922)
- The Smoking Trails, regia di William Bertram (1922)
- Fangs of Fate, regia di Horace B. Carpenter (1925)
- Under Fire, regia di Clifford S. Elfelt (1926)
- Twisted Triggers
- The Outlaw Breaker
- Wanted: A Coward, regia di Roy Clements (1927)
- The Swift Shadow
- The Boss of Rustler's Roost
- The Little Shepherd of Kingdom Come, regia di Alfred Santell (1928)
- Spurs, regia di Reaves Eason (B. Reeves Eason) (1930)
- Trails of the Golden West
- The Mystery Trooper
- God's Country and the Man, regia di John P. McCarthy (1931)
- Rider of the Plains, regia di John P. McCarthy  (1931)
- Lightnin' Smith Returns
- The Ridin' Kid, regia di Jack Irwin (1931)

### Regista
- His Obligation (1915)
- Wait and See (1915)
- The Mighty Hold - cortometraggio (1915)
- Neal of the Navy, co-regia di W.M. Harvey - serial cinematografico (1915)
- The Terror of Twin Mountains
- Man-Afraid-of-His-Wardrobe
- Let There Be Light - cortometraggio (1915)
- Buck's Lady Friend
- The Idol (1915)
- Questa è la vita (This Is the Life) (1915)
- Film Tempo (1915)
- Author! Author!
- The Mender
- The Hills of Glory - cortometraggio (1916)
- Water Stuff
- The Thunderbolt (1916)
- The Extra Man and the Milk-Fed Lion
- Margy of the Foothills
- Curlew Corliss
- Snow Stuff
- Under Azure Skies
- The Awakening (1916)
- The Return
- With a Life at Stake (1916)
- The Gulf Between (1916)
- The Comet's Come-Back
- A Man's Friend
- A Modern Knight
- The Taming of Wild Bill (1916)
- The Madonna of the Night
- Sandy, Reformer
- El Diablo, co-regia di Murdock MacQuarrie (1916)
- The Neglected Wife (1917)
- Tears and Smiles (1917)
- The Understudy (1917)
- Who Is Number One?
- The Little Patriot (1917)
- Daddy's Girl (1918)
- Dolly Does Her Bit
- A Daughter of the West (1918)
- The Voice of Destiny (1918)
- Cupid by Proxy (1918)
- Winning Grandma (1918)
- Dolly's Vacation (1918)
- Milady o' the Beanstalk (1918)
- The Old Maid's Baby (1919)
- The Sawdust Doll
- Baby Marie's Round-Up
- The Arizona Cat Claw (1919)
- Miss Gingersnap
- Hidden Dangers
- The Wolverine
- Ghost City (1921)
- Alias Phil Kennedy
- Texas
- The Purple Riders
- The Western Musketeer (1922)
- The Smoking Trails
- Hoodoo Ranch
- Tangled Herds
- Detective K-9
- Fangs of Vengeance
- Ace of Action
- The Phantom Buster
- Gold from Weepah

### Sceneggiatore
- The Old Maid's Baby, regia di William Bertram (1919)
- The Western Musketeer, regia di William Bertram (1922)